# 金鸻
，也称金斑鸻，屬於鸻形目鸻科。是一種遷徙的岸鳥，夏季在阿拉斯加和西伯利亞繁殖。在非繁殖季節，這種中型鴴鳥會廣泛遷徙至太平洋地區。

## 分類
太平洋金斑鴴於1789年由德國自然學家約翰·弗里德里希·格梅林在他修訂和擴展的卡爾·林奈的自然系統中正式描述。他將這種鴴鳥歸入鴴屬（Charadrius），並命名為雙名Charadrius fulvus。 格梅林的描述基於英國鳥類學家約翰·萊瑟姆於1785年從大溪地標本中描述的“黃褐色鴴”。 現在，太平洋金斑鴴被歸入法國動物學家馬蒂蘭·雅克·布里松於1760年引入的斑鴴屬（Pluvialis）。 屬名是拉丁語，意思是與雨有關，來自pluvia，'雨'。過去人們認為鴴鳥會在即將下雨時聚集。種小名也是來自拉丁語，意思是'黃褐色'或'黃色褐色'。 這個物種是單型種：未有認可的亞種。

## 描述
成鳥約長25 cm（9.8英寸），翼展平均61 cm（24英寸）。在牠們最輕時（無脂肪），體重約為135 g（4.8 oz）。三月時，鳥類開始增重。在前往牠們北極繁殖地之前，體重約為200 g（7.1 oz）。
在繁殖羽中，雄性在頭頂、背部和翅膀上有金色和黑色斑點。臉部和頸部是黑色，邊緣有白色，胸部是黑色，臀部為深色。喙為黑色，腿為灰色至黑色。雌性相似，但黑色胸部有斑點且不太明顯。
在非繁殖羽中，兩性外觀相同。臉部和胸部的黑色被白色取代，變為深棕色、灰色和黃色的斑駁圖案，腹部顏色較淺。
換羽至繁殖羽始於三月和四月，遷徙前進行。換羽至非繁殖羽始於北極，在孵卵期間進行。
絨毛幼雛在頭部和背部有金色和黑色斑點，腹部為白黃色。腿和腳在孵化時就已達到成鳥大小。
類似的鳥有歐洲金斑鴴Pluvialis apricaria和美洲金斑鴴Pluvialis dominica。太平洋金斑鴴與美洲金斑鴴較為相似，曾被認為是小型金斑鴴。 太平洋金斑鴴比美洲金斑鴴更為纖細，腿較長，通常背部有更多黃色。

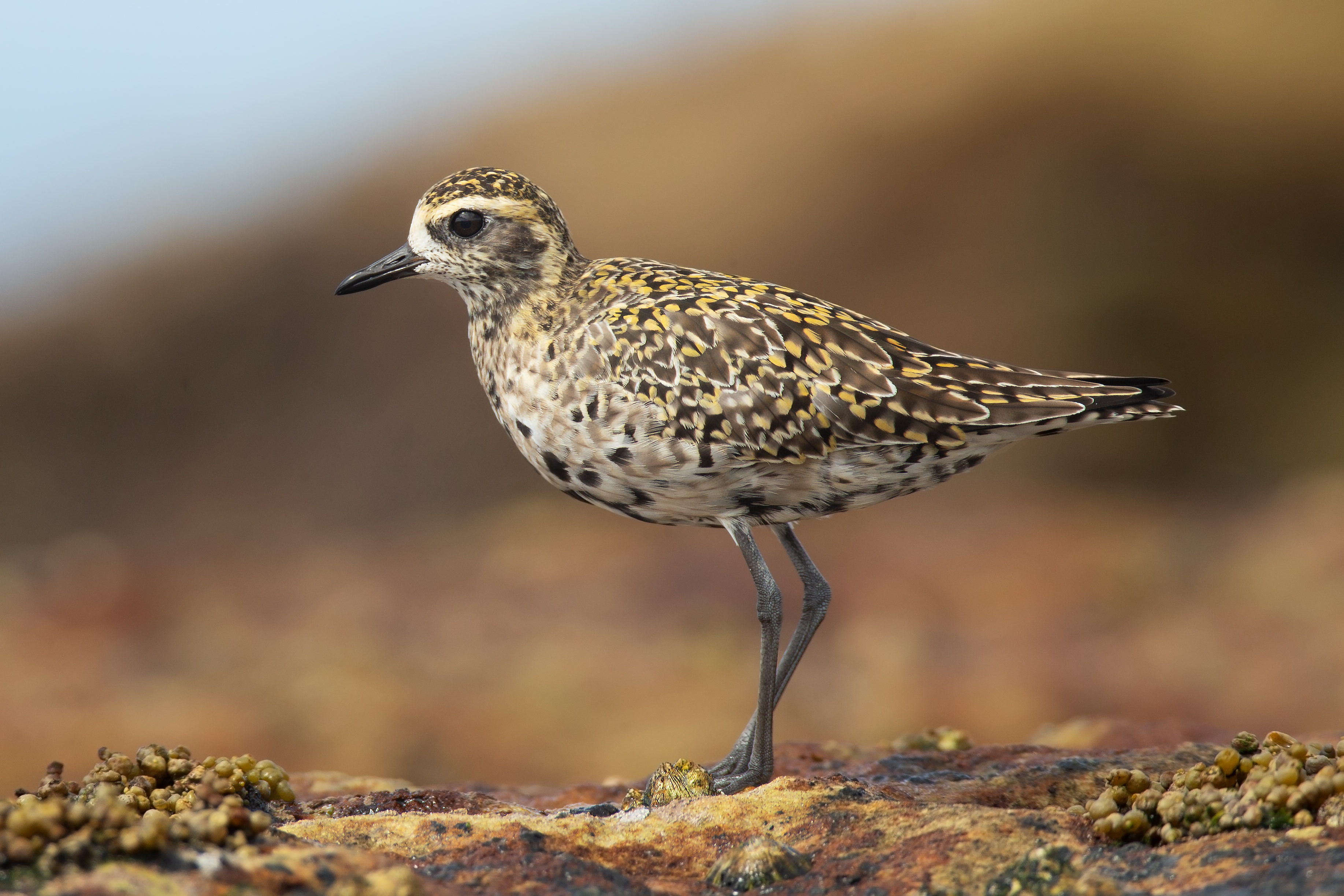
從非繁殖羽到繁殖羽的轉變

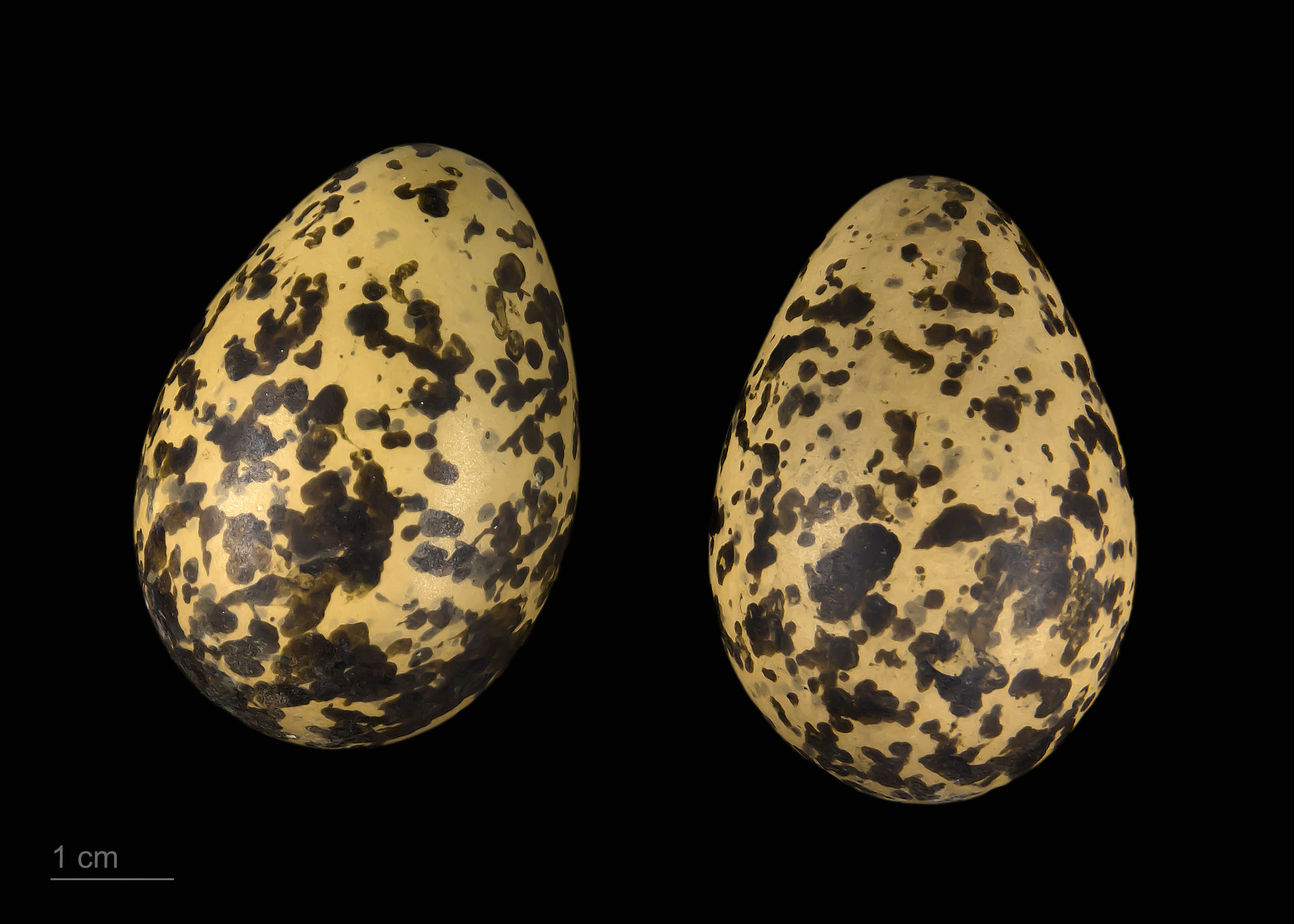
Pluvialis fulva - 土魯斯博物館

## 分佈與棲地
太平洋金斑鴴是遷徙的，五月、六月和七月在阿拉斯加和西伯利亞繁殖。八月和九月遷徙至亞洲、澳大拉西亞和太平洋島嶼，並停留至四月或五月。偶爾會成為西歐的迷鳥。
儘管是岸鳥，太平洋金斑鴴主要在內陸覓食，偏好有短植被的開闊空間。 在繁殖季節，北極苔原為其提供昆蟲和漿果作為食物，並有效地隱蔽以避免掠食者。
在夏威夷，太平洋金斑鴴已顯著適應了人類的存在及其對自然環境的改變，包括後院、公園、墓地、屋頂、牧場和高爾夫球場。由於Kōlea忠於其棲地，每隻鳥每年都會返回並保衛相同的領地，使人們對Kōlea的來去充滿特別的興趣。一些觀察者會為牠們的鳥命名並餵養牠們，而一些鳥在其照顧者周圍變得溫馴。記錄顯示最年長的Kōlea至少活到21年3個月；其年齡在綁上環帶時不詳。
Kōlea 是夏威夷奧杜邦協會公民科學計畫 Kōlea Count（www.koleacount.org）的主題。。牠們每年返回相同領地的習性使夏威夷的科學家可以在鳥類身上附上微小的光水平定位器，並在次年在相同位置取回。此類研究顯示，鳥類在3至4天內完成了3,000 mi（4,800 km）的阿拉斯加至夏威夷不間斷飛行。
太平洋金斑鴴在遷徙北返前幾天會聚集成群，飛行高度約為3,000英尺（910米）至高達16,000英尺（4,900米）。一些鳥不會遷徙。這些通常是第一年的幼鳥、年長的、受傷的個體或脂肪儲備不足以完成旅程的鳥。

## 行為與生態

### 繁殖
太平洋金斑鴴在西伯利亞和阿拉斯加西部的北極苔原地區繁殖。雄性通常最早到達，可能每年回到並保衛相同的領地。有些雄性和雌性似乎是成對到達的。 有觀察到雌性在苔原上尋找繁殖伴侶。雄性會在乾燥開闊的地區挖掘淺穴，並用地衣、苔蘚和草類建造巢穴。雌性會產下4枚蛋，蛋呈淡黃色，帶有黑色和棕色的斑點。雄性和雌性共同孵卵、照顧幼鳥，並防禦狐狸和鳥類掠食者。
雛鳥孵化後不久就會離巢覓食，然後返回親鳥尋求溫暖和庇護。大約在孵化後26到28天，當幼鳥具備飛行能力時，親鳥會開始離開並遷徙南下。 雌性通常先行離開。幼鳥群體會留下來，有時遷徙會延遲至10月和11月，這取決於北極的天氣。第一年的幼鳥會依靠本能進行遷徙，在漫長的南下飛行中面對天氣變化。一旦著陸，牠們必須與彼此以及已經定居的成鳥競爭覓食地。

### 食物與覓食
牠們在苔原、修剪過的草地以及海灘和潮間帶覓食，吃幾乎所有爬行的東西，包括昆蟲、蜘蛛、軟體動物、甲殼類和小型爬行動物，以及漿果、葉子和種子。 覓食的節奏是反覆進行的跑動、停下、啄食。 大多數越冬的鳥類會在一個已確立的領地內單獨覓食。非領地的鳥則在鬆散的群體中覓食。

## 保育
截至2016年10月1日的IUCN瀕危物種紅色名錄評估顯示，全球範圍內太平洋金斑鴴屬於無危物種。 然而，牠們的種群趨勢正在下降，主要威脅是由於氣候變遷和極端天氣引起的全球棲地變化和改變。